# Aconodes euphorbiae
Aconodes euphorbiae är en skalbaggsart som beskrevs av Holzschuh 2003. Aconodes euphorbiae ingår i släktet Aconodes och familjen långhorningar.
Artens utbredningsområde är Nepal. Inga underarter finns listade i Catalogue of Life.